# The New Pornographers
The New Pornographers (en español: Los Nuevos Pornógrafos) son un grupo de indie rock canadiense formado en 1997 en Vancouver. Su música ha sido altamente influenciada por bandas de power pop como The Cars, aunque sus canciones son más melódicas y complejas.
The New Pornographers suele ser referida como una superbanda, ya que casi todos sus miembros han pertenecido o siguen perteneciendo a otras bandas populares solamente en Canadá. El líder de la banda, Carl Newman, seleccionó el nombre de la misma, haciendo eco del predicador de televisión Jimmy Swaggart, quien aparentemente dijo que "la música era la nueva pornografía".
Newman confirma que en realidad el nombre salió –-allá lejos y hace tiempo– después de ver la película de culto The Pornographers (1966), del director japonés Shohei Imamura. «Siempre me pareció que cualquier banda que diga que son los nuevos tal en su nombre, tenían poco de nuevo –explicó más de una vez Newman–. Pero a esta altura ya no sé si se trata de un mal chiste o un gran nombre. Y viceversa.» Lo que sí se puede decir de The New Pornographers a esta altura de la década es que han logrado encarnar como pocos el indie contemporáneo.
De acuerdo a los créditos, casi todas las canciones han sido escritas por Carl Newman, aunque Dan Bejar ha contribuido con varias canciones suyas. John Collins colaboró en el álbum Twin Cinema en "The Jessica Numbers".

## Miembros
- Dan Bejar de Destroyer y Swan Lake;
- Kathryn Calder -Voz y teclado- de Immaculate Machine (sobrina de Carl Newman);
- Neko Case, principalmente solista;
- John Collins -Bajo y guitarra- de The Evaporators;

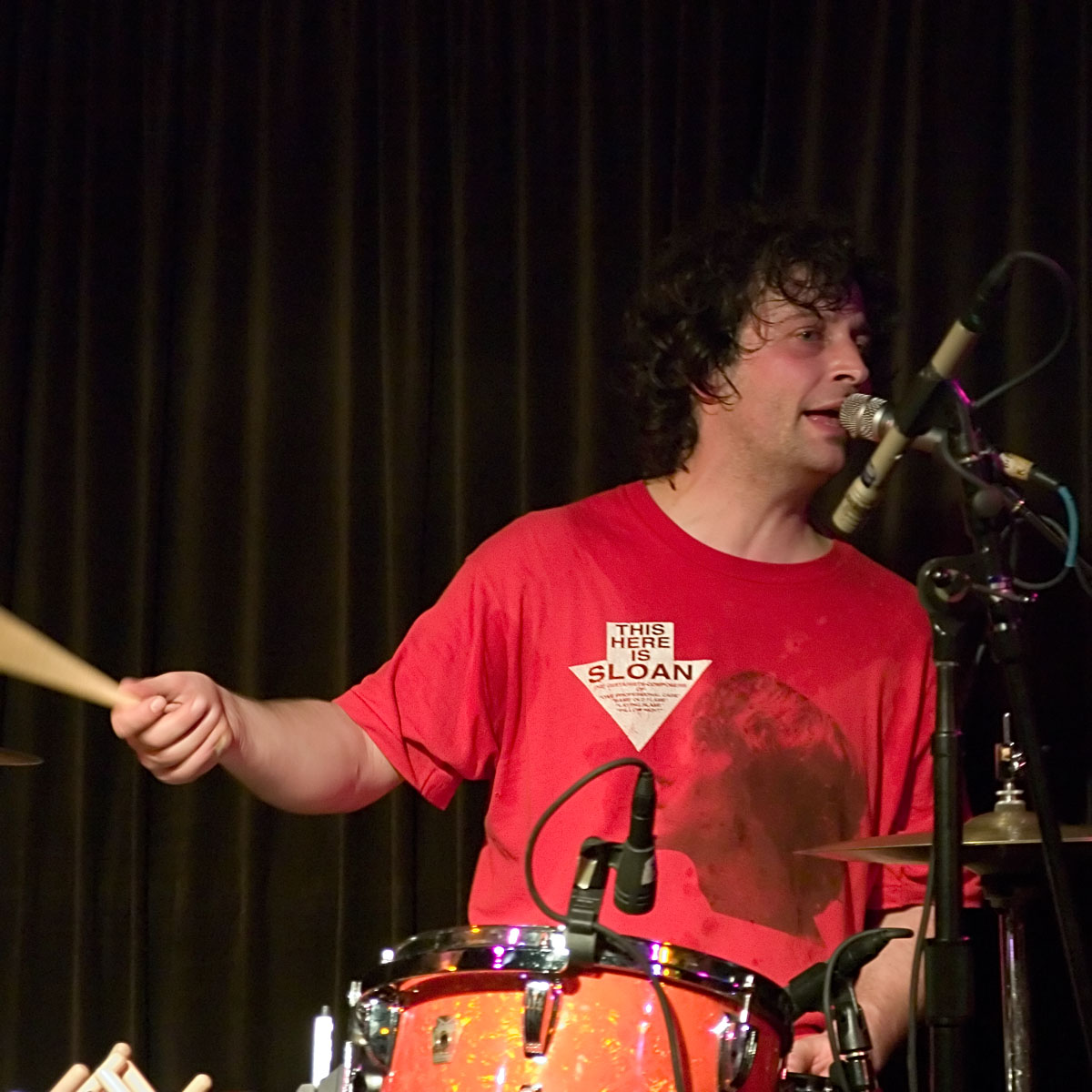
Kurt Dahle -Batería- de Limblifter y Age of Electric;
- Todd Fancey, -Guitarra- principalmente solista y miembro de Limblifter;
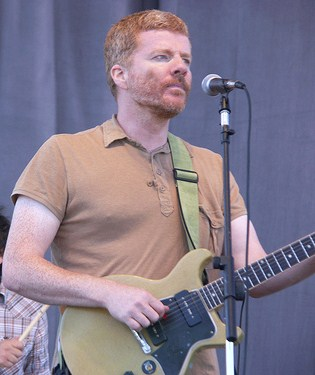
Carl Newman, -Voz y guitarra- anteriormente solista como A.C. Newman;
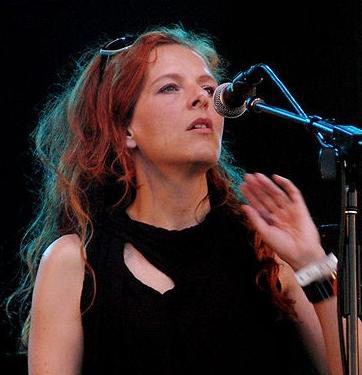
Neko Case 2009

- Nora O'Connor;
- Blaine Thurier, -Teclado y coros- cineasta independiente;

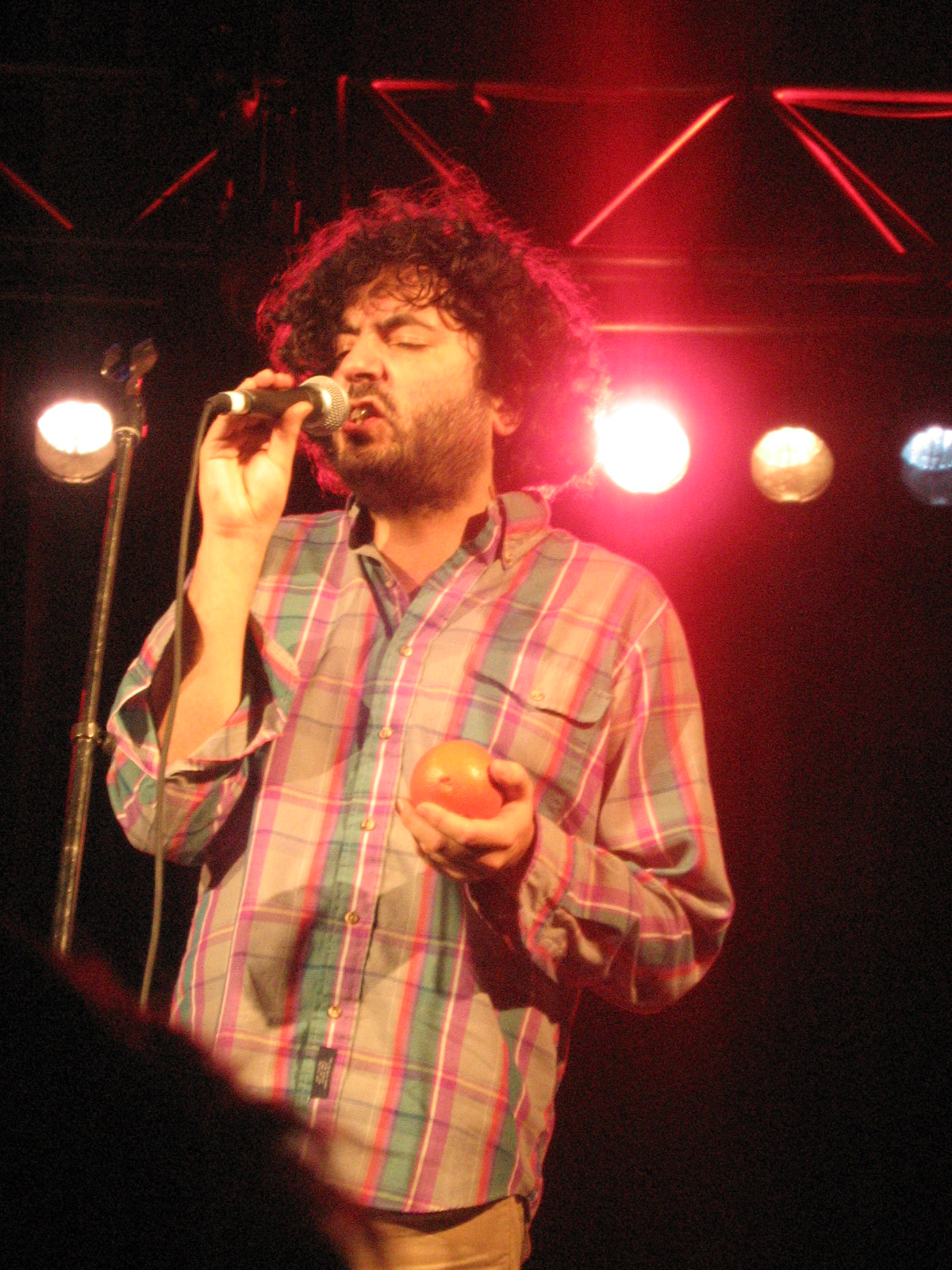
Dan Bejar
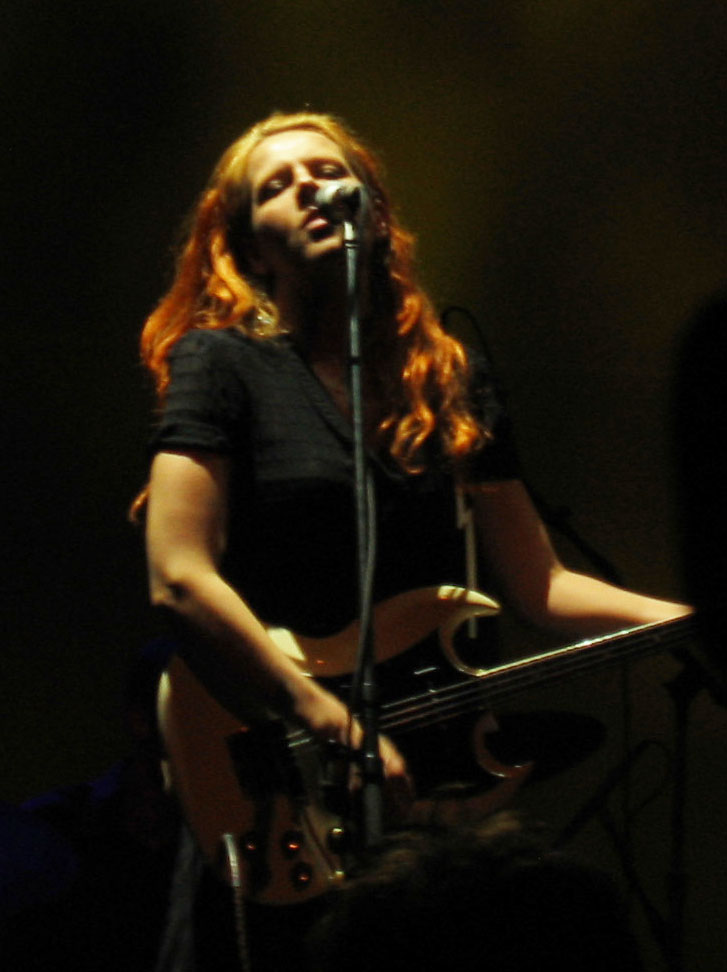
Neko Case
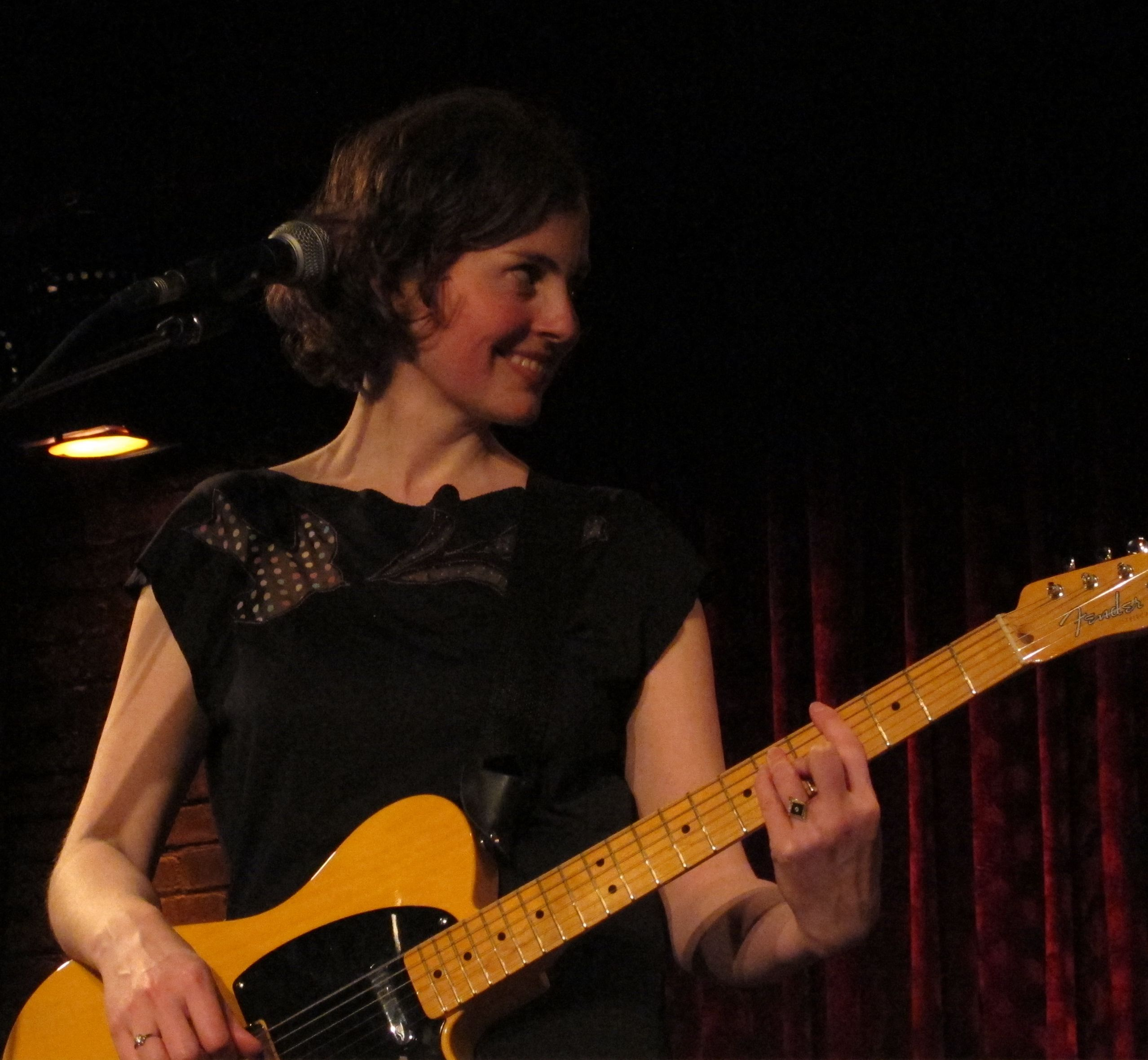
Kathryn Calder

- Kurt Dahle
- A.C. Newman
- Neko Case 2009

## Discografía
La discografía de la banda incluye siete álbumes de estudio y uno grabado en vivo:

### Álbumes de estudio
- Mass Romantic (40:54 - 2000)
- Electric Version (46:41 - 2003)
- Twin Cinema (47:46 - 2005)
- Challengers (48:17 - 2007)
- Together (44:27 - 2010)
- Brill Bruisers (44:00 - 2014)[3]
- Whiteout Conditions (41:15 - 2017)[4]
- In the Morse Code of Brake Lights (41:02 - 2019)[5]

### Álbumes en vivo
- Live Session (2005)
- Live! (2007, grabado en giras anteriores)
- LIVE from SoHo (2008)

### Sencillos
- 2002: Letter from an Occupant
- 2005: Use It
- 2005: Sing Me Spanish Techno
- 2005: High Art, Local News 7"
- 2007: My Rights Versus Yours
- 2007: Myriad Harbour
- 2007: The Spirit of Giving
- 2010: Togetherness
- 2010: Your Hands (Together)
- 2010: Crash Years
- 2011: Moves
- 2014: Brill Bruisers
- 2014: War on the East Coast
- 2014: Dancehall Domine
- 2014: Champions of Red Wine
- 2017: High Ticket Attractions
- 2019: Falling Down the Stairs of Your Smile
- 2019: The Surprise Knock
- 2019: One Kind of Solomon